# Pachyiulus turcicus
Pachyiulus turcicus är en mångfotingart som beskrevs av Karl Wilhelm Verhoeff 1898. Pachyiulus turcicus ingår i släktet Pachyiulus och familjen kejsardubbelfotingar. Inga underarter finns listade i Catalogue of Life.